# Square Ferdinand-Brunot
Le square Ferdinand-Brunot est un espace vert du 14e arrondissement de Paris, dans le quartier du Petit-Montrouge.

## Situation et accès
Le square est situé place Ferdinand-Brunot, devant la mairie du 14e arrondissement de Paris. L'accès principal se trouve face à la mairie, les accès secondaires dans les rues Mouton-Duvernet, Saillard et Pierre-Castagnou (antérieurement rue Durouchoux). 
Le square Ferdinand-Brunot est desservi par la ligne 4 à la station Mouton-Duvernet.

## Origine du nom

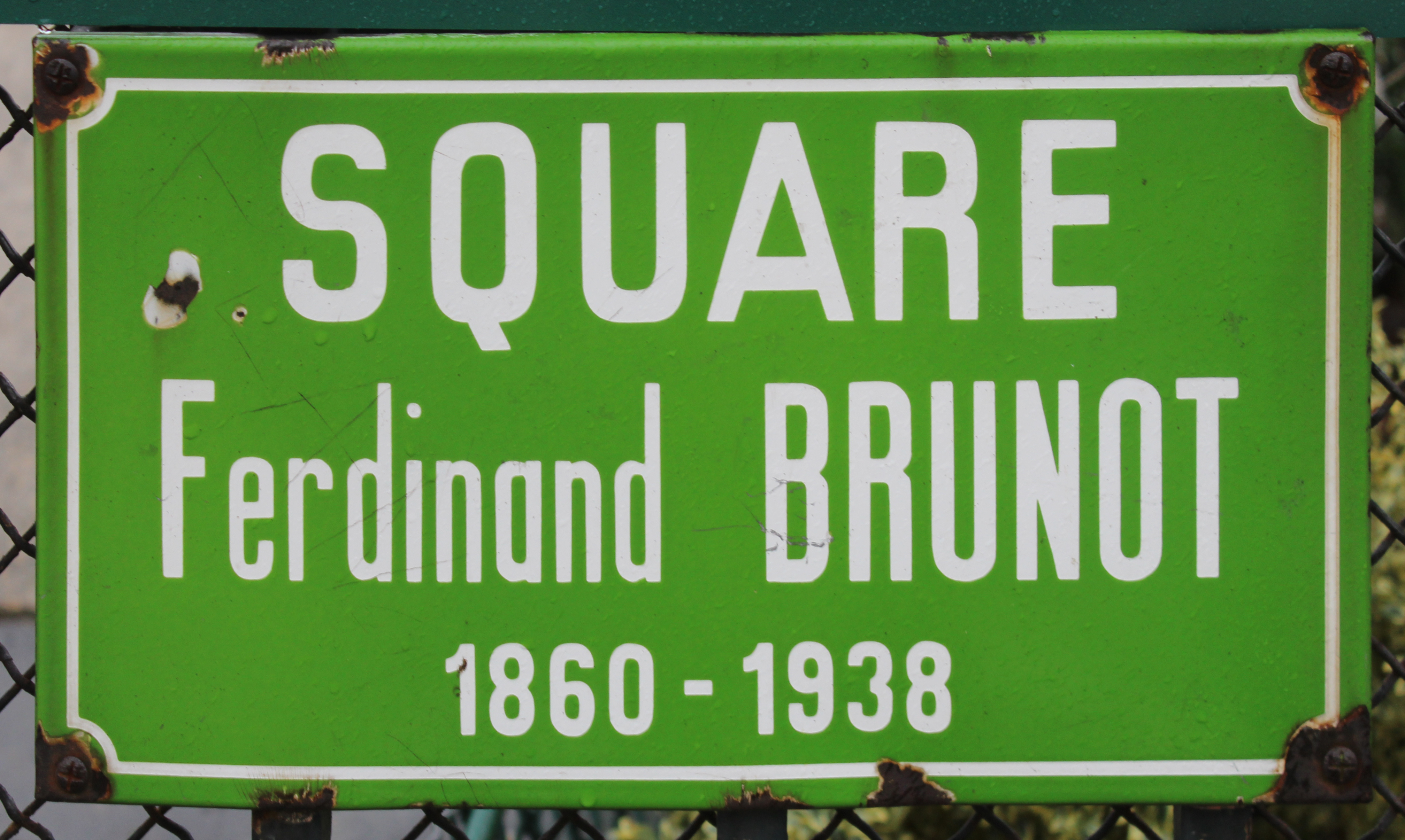
Plaque du square.

Il rend hommage à Ferdinand Brunot (1860-1938), écrivain et maire du 14e arrondissement de 1910 à 1919.

## Historique

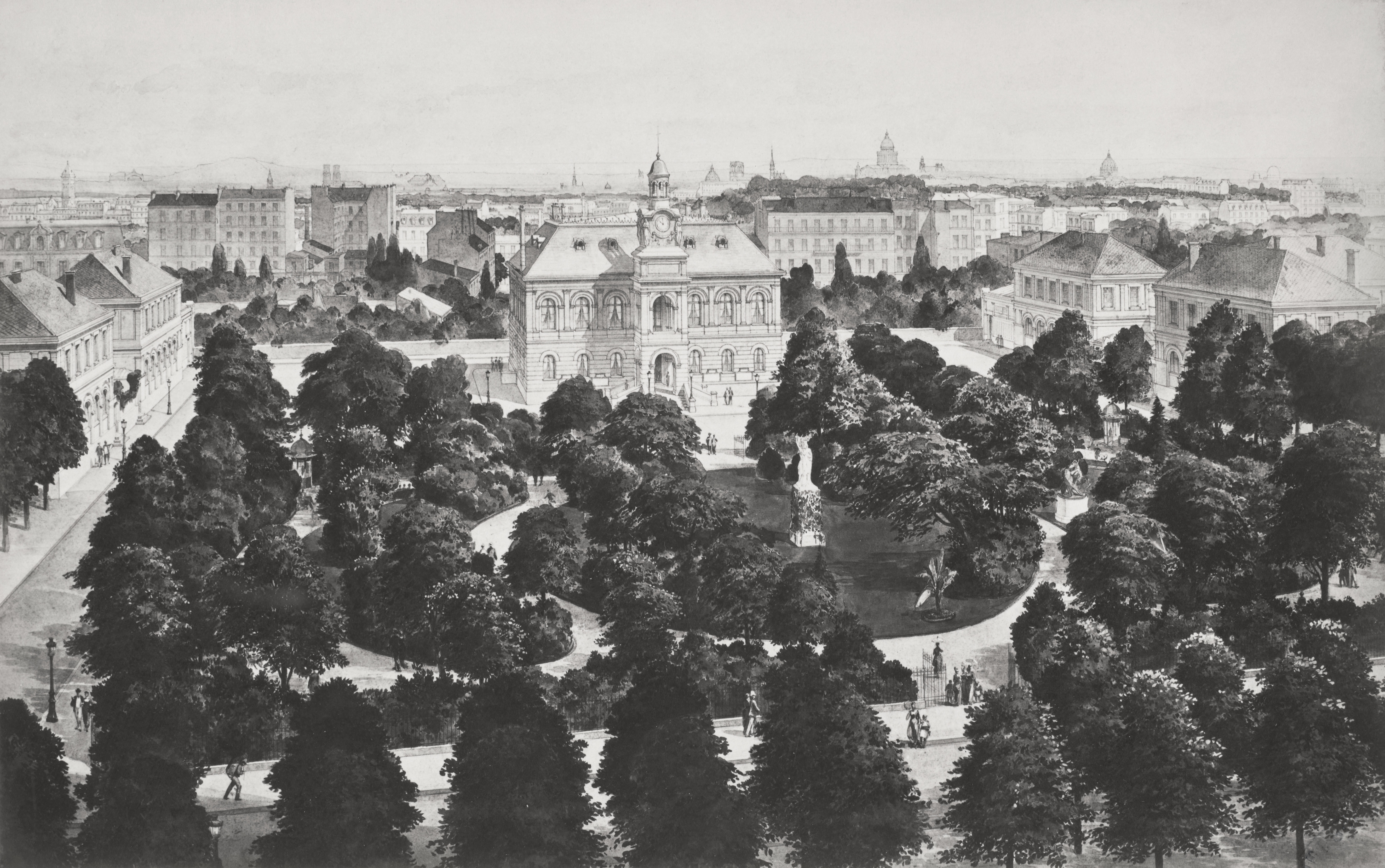
Le square au milieu du XIXe siècle.

Aménagé en 1862 par Adolphe Alphand, sous le nom de « square de Montrouge » et « square de la Mairie du 14e arrondissement » il prend le nom de « square Ferdinand-Brunot » en 1947.

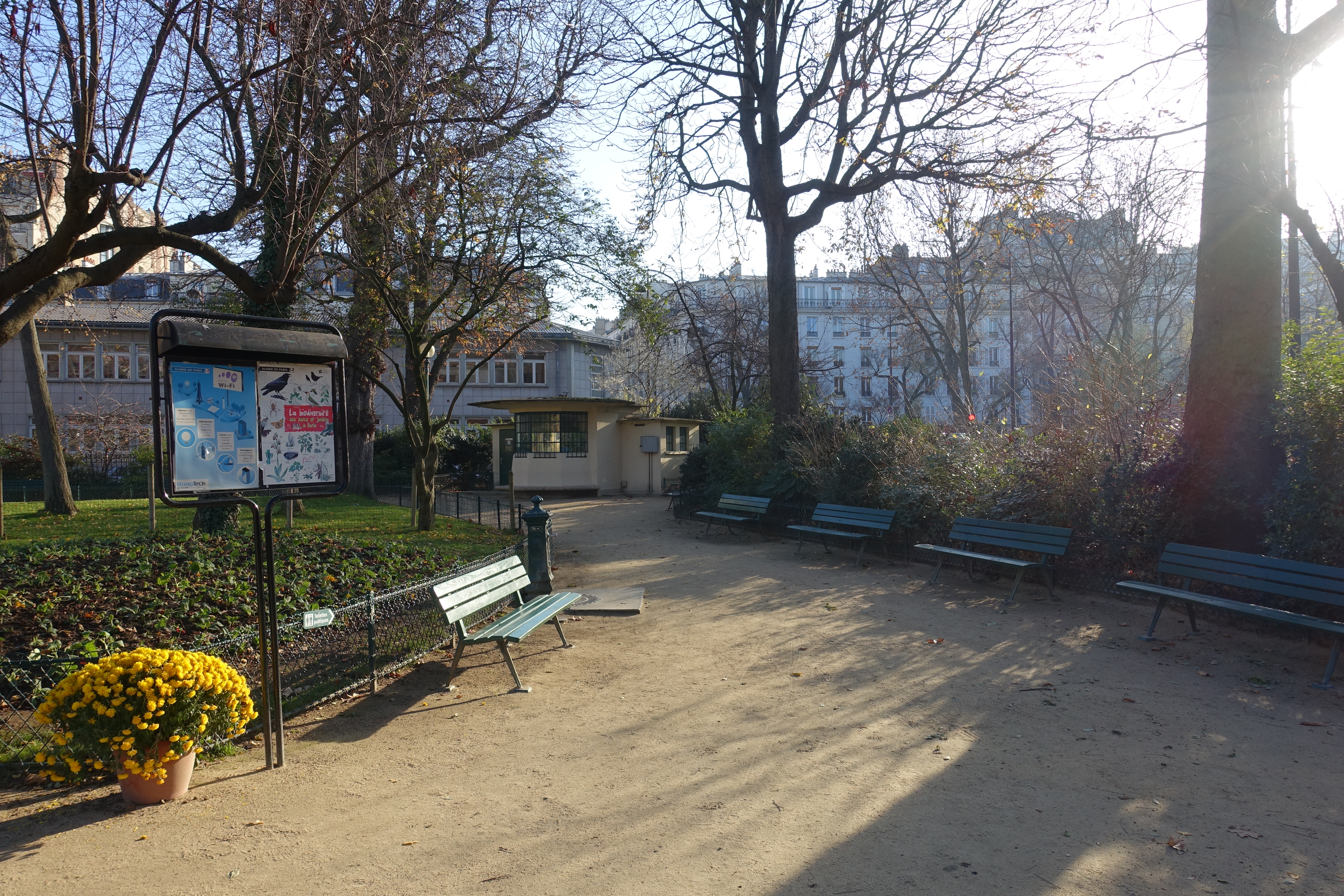
Allée.
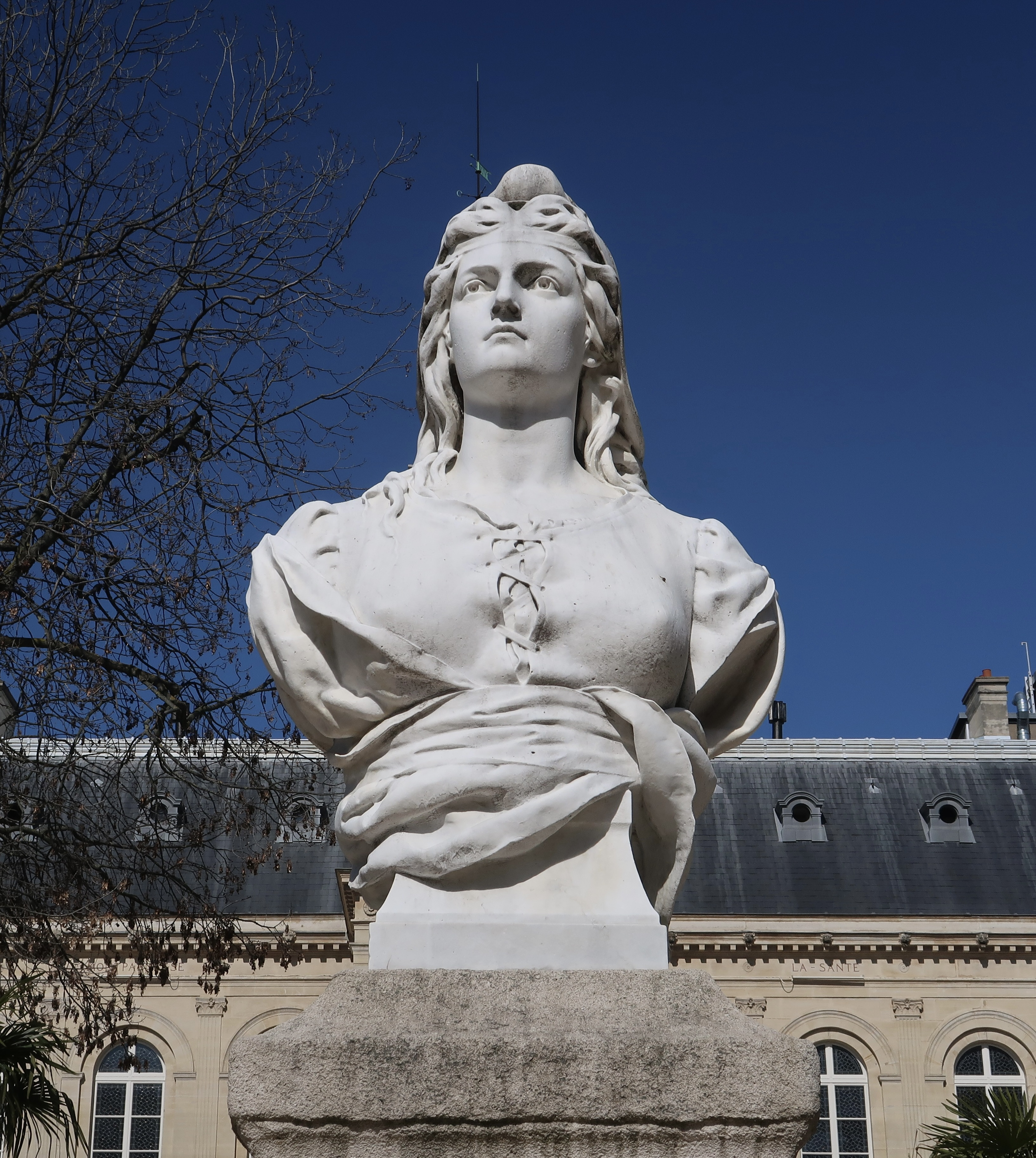
Buste de la République.